# حوت الريان
حوت الريان أو حوت وادي الريان (الاسم العلمي:†Rayanistes) هو جنس منقرض من الثدييات يتبع فصيلة الحيتان الرمنغتونية من رتبة مزدوجات الأصابع. وهو حوت من أحافير الإيوسين الأوسط في مصر.

## الأهمية وعلم الأحياء
كان حوت الريان قادر على السباحة بقوة من خلال التجديف الحوضي المدعو بالقوائم الخليفية العظامة الحرقفية القوية. الاتجاه عظم الفخذ عند حوت الريان سمح له بمزيد من المناورة بمفصل الورك على النقيض من حالة حوت رمنغتون. اكتشاف حوت الريان له أهمية كبيرة لأنه دل على أن الحيتانيات غير المحيطية البدائية كانت واسعة الانتشار خارج الحافة الجنوبية لبحر تيثس القديم.